# Кантабрија
Кантабрија (шп. Cantabria) је историјски регион и једнопровинцијска аутономна заједница Шпаније. Граничи се на истоку са Баскијом, на југу са аутономном покрајином Кастиља и Леон, на западу са Кнежевином Астурија, и на северу са Кантабријским морем. Има само једну истоимену провинцију, а главни град је Сантандер.

## Етимологија имена
Многи аутори су покушавали да утврде етимолошки корен имена Кантабрија, и мада се још увек не може ништа тврдити са сигурношћу, најприхваћеније мишљење међу стручњацима је да реч вуче порекло од келтске или лигурске речи кант- што значи стена, или камен, и суфикса -абр који је био чест суфикс код Келта. Одатле закључак да би Кантабри могло да значи "народ који живи у планинама", или "брђанин", што би била директна асоцијација на планински терен Кантабрије.

## Становништво
| 1970.   | 1981.   | 1991.   | 2001.   | 2011.   |
| ------- | ------- | ------- | ------- | ------- |
| 467.138 | 513.123 | 527.326 | 535.131 | 592.542 |